# Nod (datorkommunikation)
Inom området datorkommunikation är en nod (svenska knutpunkt) antingen en slutpunkt eller förgrening i ett datornätverk. Varje aktiv enhet som kan sända, ta emot eller vidareförmedla data är en nod.
Innebörden av nod beror på vilken nivå i OSI-modellen som avses. Vanligen avses att en nod är adresserbar på lager 2 (datalänk) eller högre. Det förekommer dock att ordet nod också används om nätverkshubbar och modem, vilka inte uppfyller detta krav. En värddator är en nod som dessutom är adresserbar på lager 3. 
I ett distribuerat system är en nod en dator som kör klient-, server- eller peer-to-peer-programvara. 
Datorer, switchar, skrivare, routrar och mobiltelefoner kan alla sägas vara noder i datanät.